# Джоан Чень
Джоан Чень (Чень Чун, англ. Joan Chen, кит. 陳冲, пін. Chén Chōng; нар. 26 квітня 1961, Шанхай, Китай) — американська акторка, сценаристка, режисерка та продюсерка китайського походження, всесвітньо відома після ролі в біографічній драмі Бернардо Бертолуччі «Останній імператор». Виконала знакову роль Джоселін Пакард у культовому серіалі «Твін Пікс».

## Життєпис
Джоан Чень народилася в Шанхаї в родині фармакологів. У 1975 році її талант відкрила акторка Цзян Цін. Джоан закінчила акторську школу при Шанхайській кіностудії, крім того, вчилася в Шанхайському університеті іноземних мов, де вивчала англійську, німецьку та китайську мови. У неї є брат Чейз Ченофф, художник.
У 1992 здобула додаткову освіту в галузі кінематографа в Державному університеті Каліфорнії, Нортбрідж.
У 23 роки (1985) одружилася з підприємцем Джимом Лау (Jimmy Lau), шлюб тривав до 1990. У 1989 році Джоан Чень набула американського громадянства. Другим її чоловіком став кардіолог із Сан-Франциско Пітер Хуей (Peter Hui). Пара побралася 18 січня 1992 року. Вони виховують двох доньок, Анджелу та Одрі.

## Кар'єра
Хоча Чень почала зніматися ще підліткою, перша роль, яка прославила її на увесь світ, була в фільмі «Останній імператор». Акторка виконала роль дружини останнього імператора династії Цін Пуї. Фільм отримав безліч номінацій та став лауреатом престижних кінонагород, зокрема «Оскар», «Золотий глобус», BAFTA. Після цього акторка знялась у фантастичному бойовику «Смертельні узи», в якому партнером по знімальному майданчику був Рутгер Гауер. У 1990 виходить популярний серіал Девіда Лінча «Твін Пікс». Чень зіграла підприємицю Джозі Пекард.
У 1993 знялась у фільмі Олівера Стоуна «Небо та Земля», а роком пізніше — в бойовику Стівена Сігала «В зоні смертельної небезпеки». Того ж року вона отримала престижну тайванську нагороду «Золотий кінь» за роль у драмі «Червона троянда, біла троянда».
У 2000 Джоан Чень виступила режисеркою своєї першої повнометражної стрічки «Осінь у Нью-Йорку» з Річардом Гіром і Вайноною Райдер у головних ролях. Надалі продовжила зніматися як в американських так і азійських фільмах, серіалах. Вона виконала головні ролі в стрічках «Рятуючи лице», «Соняшник», а також була в основному складі серіалу «Марко Поло».

## Фільмографія

### Акторка
Фільми
- 1977 : Молодість / Qingchun
- 1979 : Маленька квітка/ Xiao hua
- 1979 : Серця для Батьківщини / Hai wai chi zi
- 1981 : Пробудження / Su xing
- 1981 : Пекінська зустріч / Peking Encounter
- 1984 : Безпечна гавань / Safe Harbor
- 1985 : Дім Сум: Леге серцебиття / Dim Sum: A Little Bit of Heart
- 1986 : Прощавай, моя любове / E nan
- 1986 : Нічний мисливець / The Night Stalker
- 1986 : Тай Пен / Tai-Pan
- 1987 : Останній імператор / The Last Emperor
- 1989 : Кров героїв / The Blood of Heroes
- 1991 : Смертельні узи / Wedlock
- 1992 : Черепашачий берег / Turtle Beach
- 1992 : Сталеве правосуддя / Steel Justice
- 1992 : Незнайомці / Strangers
- 1992 : Твін Пікс: Вогню, іди зі мною / Twin Peaks: Fire Walk with Me
- 1992 : Тінь незнайомця / Shadow of a Stranger
- 1993 : Спокуса монаха / You Seng
- 1993 : Золоті ворота / Golden Gate
- 1993 : Небо та Земля / Heaven & Earth
- 1994 : В зоні смертельної небезпеки / On Deadly Ground
- 1994 : Червона троянда, біла троянда / Hong mei gui bai mei gui
- 1995 : Переслідування / The Hunted
- 1995 : Безумство / Wild Side
- 1995 : Суддя Дредд / Judge Dredd
- 1996 : Дорогоцінна знахідка / Precious Find
- 1999 : У його власному класі / In a Class of His Own
- 1999 : Пурпурний шторм / Zi yu feng bao
- 2000 : Що готуємо? / What's Cooking?
- 2004 : Жасмінові жінки / Mo li hua kai
- 2004 : Рятуючи лице / Saving Face
- 2004 : Кібервійни / Cyber Wars
- 2005 : Соняшник / Xiang ri kui
- 2006 : Американізм / Americanese
- 2007 : Пісні рідного дому / The Home Song Stories
- 2007 : І сходить сонце / Tai yang zhao chang sheng qi
- 2007 : Порочний зв'язок / Se, jie
- 2008 : Високосні роки / The Leap Years
- 2008 : Місто 24 / Er shi si cheng ji
- 2008 : Сімнадцять / Shi qi
- 2008 : Усі діти Бога можуть танцювати / All God's Children Can Dance
- 2009 : Останній танцівник Мао / Mao's Last Dancer
- 2010 : Приховане кохання / Lian ai tong gao
- 2010 : Вважай мене коханням / Ai chu se
- 2011 : Падіння останньої імперії / Xin hai ge ming
- 2012 : Біла жаба / White Frog
- 2012 : Гемінґвей та Ґеллгорн / Hemingway & Gellhorn
- 2012 : Пристрасний острів / Re ai dao
- 2012 : Нехай буде так / Shao an wu zao
- 2012 : Подвійна експозиція / Er ci pu guang
- 2014 : Твін Пікс: Вирізані сцени / Twin Peaks: The Missing Pieces
- 2014 : Кохання або гроші / Lushui Hongyan
- 2015 : Мовчазна розлука / He yi sheng xiao mo
- 2015 : Леді династії / Wang Chao De Nu Ren: Yang Gui Fei
- 2015 : Каїрська декларація / Kailuo xuanyan
- 2020 : Агент Єва / Ava - Тоні

Серіали
- 1983 : Метт Г'юстон / Matt Houston
- 1984 : Детектив Майк Гаммер / Mike Hammer
- 1984 : Лицар доріг / Knight Rider
- 1985 : Поліція Маямі / Miami Vice
- 1985 : МакГайвер / MacGyver
- 1988 : Серцебиття / Heartbeat
- 1989 : Розумник / Wiseguy
- 1990 — 1991 : Твін Пікс / Twin Peaks
- 1991 : Діти дракона / Children of the Dragon
- 1992 : Кафе жахів / Nightmare Cafe
- 1993 : Байки зі склепу / Tales from the Crypt
- 1997 : Убивчий відділ / Homicide: Life on the Street
- 1997 : Казкові історії для всіх дітей / Happily Ever After: Fairy Tales for Every Child
- 1998 : За межею можливого / The Outer Limits
- 2009 : Новачки середнього віку / Ren dao zhong nian
- 2010 : Подорож на захід / Xi you ji
- 2011 : Межа / Fringe
- 2012 : Герої Суя і Тана / Sui Tang yingxiong
- 2013 : Серангун Роуд / Serangoon Road
- 2013 : Палас Менів / Haishang Meng fu
- 2013 — 2013 : Марко Поло / Marco Polo
- 2013 : Природа говорить / Nature Is Speaking
- 2017 : Твін Пікс: Повернення / Twin Peaks: The Return

### Продюсер
- 1995 : Безумство / Wild Side (асоціативний продюсер)
- 1998 : Засланець / Tian yu (виконавчий продюсер, продюсер)
- 2012 : Шанхайські незнайомці / Shanghai Strangers (продюсер)

### Режисер
- 1998 : Засланець / Tian yu
- 2000 : Осінь у Нью-Йорку / Autumn in New York
- 2012 : Шанхайські незнайомці / Shanghai Stranger

### Сценарист
- 1998 : Засланець / Tian yu
- 2012 : Шанхайські незнайомці / Shanghai Stranger